# Blindaggio in compositi
Il blindaggio in compositi oppure armatura in compositi è un tipo di corazzatura che consiste nell'associazione o alternanza di strati di materiale differente quali metallo, plastiche speciali, ceramica balistica, o l'impiego di spazi cavi riempiti di aria o di gas inerti o estinguenti in pressione.
La corazza composita è, nella terminologia dell'industria militare, un tipo di corazzatura per carro armato.

## Caratteristiche
La maggior parte delle armature composite impiegate attualmente sono più leggere rispetto a protezioni della stessa qualità in metallo, anche se spesso occupano un maggiore volume per fornire la stessa resistenza alla penetrazione. È stato possibile progettare armature in compositi più forti, leggere e meno voluminose rispetto alla corazza tradizionale in acciaio omogeneo, ma con costi spesso proibitivi, che hanno ristretto l'uso alle parti più vulnerabili di un veicolo, coinvolte nella sua distruzione catastrofica (serbatoi, depositi di munizioni). Il loro principale scopo è quello di resistere al munizionamento anticarro del tipo HEAT.

## Storia

### Proiettili HEAT
I proiettili esplosivi a testata cava HEAT ponevano in serio pericolo i veicoli corazzati già sin dallo loro introduzione durante la seconda guerra mondiale (nella lente esplosiva dell'arma tedesca Panzerfaust). Leggeri, piccoli e relativamente economici, i colpi HEAT possono tuttavia penetrare decine di centimetri di corazza in acciaio.
La capacità di alcuni materiali di resistere ai colpi HEAT segue la "legge di densità", che stabilisce che la penetrazione dei getti incandescenti e concentrati provocati dalle cariche esplosive cave è proporzionale alla radice quadrata della densità del rivestimento interno della carica cava (tipicamente si utilizza il rame) divisa dalla radice quadrata della densità del bersaglio. In base al peso, gli obiettivi più leggeri (ad esempio il veicolo trasporto truppe M113, costruito in alluminio) sono più vulnerabili rispetto a bersagli in metallo pesante (acciaio inossidabile, tungsteno, uranio impoverito, ecc.). Alcuni materiali hanno un "punto dolce" in termini di densità che li rende particolarmente utili in questo ruolo.

### "Combination K" del carro armato sovietico T-64
Il primo utilizzo diffuso dell'armatura composita è avvenuta nel T-64 sovietico. Utilizzava una corazza denominata "Combination K", formata da una specie di fibra di vetro e plastica intramezzata tra due spessi strati d'acciaio interno ed esterno. Attraverso un processo fisico noto come tissotropia, la resina passa allo stato liquido sotto pressione costante, permettendo che l'armatura sia modellata in forme curve.
I modelli successivi del T-64, di nuovo disegno, utilizzavano un aggregato di resina riempita di carburo di boro che dava una protezione notevolmente migliore. Tuttavia la qualità dei carri armati prodotti in quest'epoca differiva ampiamente; se non era disponibile il costoso carburo di boro a sufficienza, per poter raggiungere la quota di produzione minima di carri richiesta dalle autorità centrali, il carro armato sarebbe stato spedito con la cavità per i compositi piena di qualsiasi "composito passabile" (come la resina con fibra di vetro) o addirittura senza alcun riempimento. Per risolvere questo problema, i sovietici indagarono e investirono ampiamente nella corazza reattiva (inventata e usata dagli israeliani nella guerra del 1967), che dava loro una certa capacità di controllo di qualità, anche nella fase successiva all'assemblaggio.

### Materiali più avanzati per le piastre

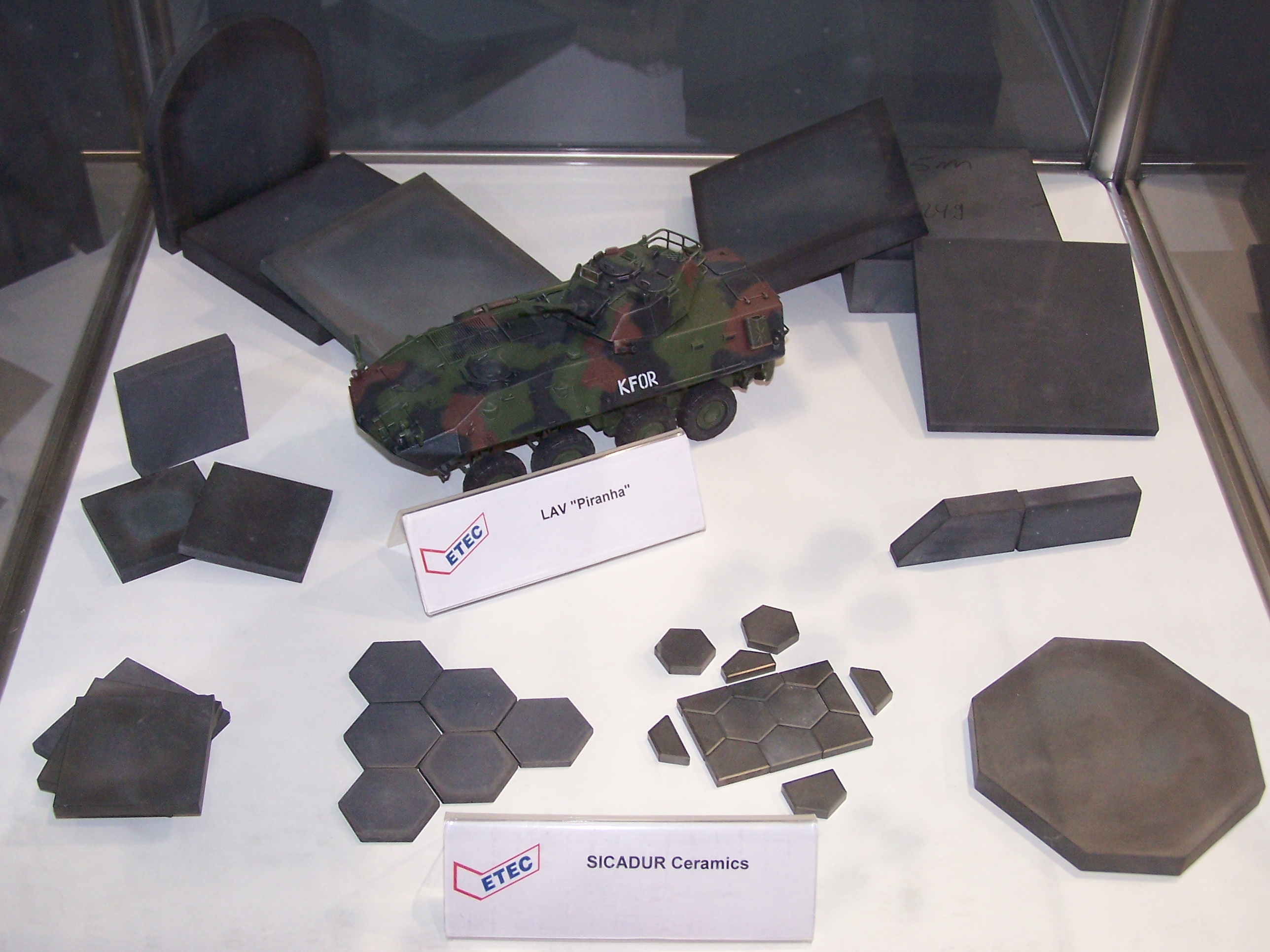
Piastre in SICADUR (carburo di silicio) per APC.

Tra i materiali più avanzati utilizzati per costruire le piastre di queste corazze, possiamo citare vari tipi di ceramica balistica, come il carburo di boro, il SICADUR (carburo di silicio).
Solitamente queste piastre, poste sotto la carrozzeria in acciaio vengono incollate sopra una superficie in kevlar (facilmente sagomabile e tagliabile con laser), che serve da base per le tegole, prodotte con dimensioni, sagome e curvature predefinite.
Le piastre si assomigliano come struttura a quelle inseribili in vari tipi di giubbotto antiproiettile.

#### Materiali di scelta
- Acciaio, economico e resistente, ma pesante, può essere inserito nelle parti più basse ed esterne della carrozzeria, e nel vano motore (per la resistenza alle alte temperature e la capacità di conduzione termica), dove contribuisce a una buona distribuzione dei pesi, abbassando il baricentro. Gli strati intermedi sono in ceramica balistica e quelli interni in kevlar, per evitare la "spallazione".
- Araldite (resina bi-componente resistentissima, che può essere tornita)
- Carburo di boro.
- Dynema (polietilene ultra-denso)
- Kevlar (noto anche come Aramide o Twaron)
- SICADUR (carburo di silicio, di colore nero)
- Titanio (piuttosto costoso, leggero, amagnetico, resistente soprattutto alle alte temperature)

### Corazza Chobham
Oggigiorno il tipo più comune di corazza in compositi è la corazza Chobham, sviluppata e utilizzata dai britannici nel carro sperimentale FV 4211 tank, che si basava su alcune componenti del carro armato Chieftain.
Inizialmente definita "corazzatura Chobham" (dal nome del laboratorio inglese dove veniva progettata) la corazza composita è il frutto di 5 anni di studi coperti da segreto militare. La corazza del Chobham consiste in un "sandwich" di strati di ceramica inframezzati tra due grossi strati di corazza in acciaio, disposizione che si mostrò molto valida nell'aumentare la resistenza ai colpi HEAT, anche in confronto ad altri progetti che integravano armatura composita.

#### Struttura dinamica della Chobham

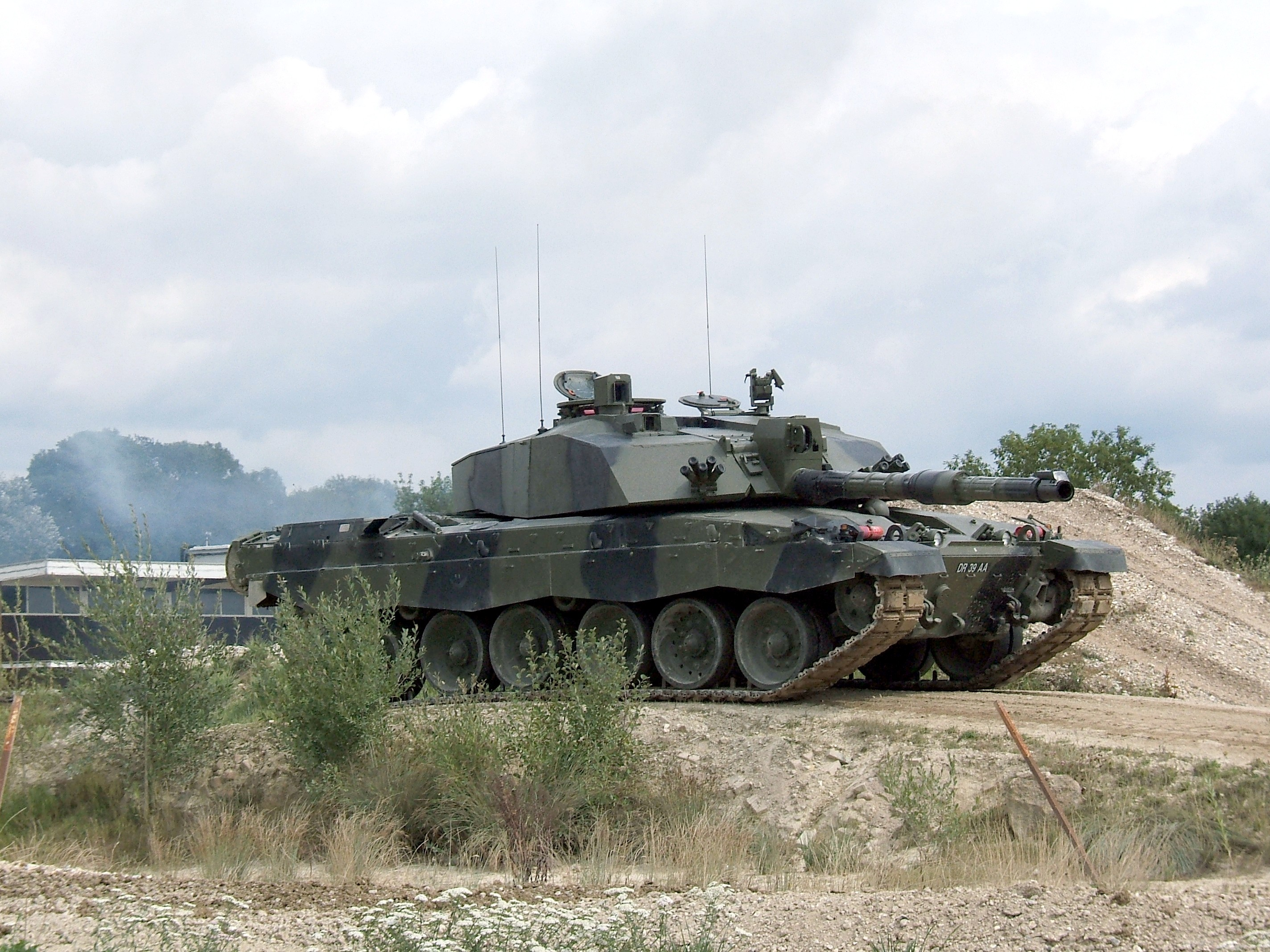
Il carro armato da combattimento Challenger 2 dell'esercito britannico, che utilizza la corazza Chobham

La corazza composita Chobham è strutturata a strati: quelli esterni sono costituiti da lastre di acciaio che assolvono il compito di contenere le piastre di ceramica (per aumentare la resistenza alle testate termiche e a carica cava) immersi in una matrice di materiale plastico (per aumentare l'elasticità contro le testate ad energia cinetica). Durante l'assemblaggio, le piastre devono essere raccordate tra loro in modo particolare per non generare punti deboli lungo le linee di saldatura: tutto ciò aumenta il grado di complessità durante la costruzione, al contrario delle più deboli corazze convenzionali fuse in un pezzo solo.
Sebbene il segreto persista tuttora, in dettaglio essa è stata descritta come composta di piastre di ceramica balistica incastrate in un telaio metallico e saldate ad una piastra posteriore e vari strati elastici. A causa dell'estrema durezza del tipo di ceramica utilizzato, questa corazza offre una resistenza superiore contro i proiettili a carica cava come gli HEAT e infrange i proiettili perforanti come gli APFSDS.
Le piastre di ceramica assorbono e distribuiscono l'energia cinetica in modo simile a quello che fanno i tasselli del domino, dal momento che si trovano a contatto, ogni piastra trasferisce l'energia cinetica ricevuta dal proiettile a due che si trovano dietro, queste due ad altre tre, queste a quattro e così via: in questo modo l'energia cinetica concentrata del colpo sabot o della testata a carica cava, viene a distribuirsi a ventaglio, arrivando molto diluita alla parete posteriore in acciaio, e dopo di essa allo spazio della cabina della torretta con l'artigliere e il capocarro.
Questo tipo di corazza venne inizialmente usato per il carro anglo-iraniano Shir 1 e destinato all'esportazione all'Iran dello Shah per un ordine totale di più di mille carri. Il cambiamento politico in quel paese (Rivoluzione iraniana del 1979) portò al blocco degli ordini: dopo avergli cambiato il nome (Challenger) ed aggiungendo qualche piccola modifica per adattarli al mercato europeo, i veicoli già prodotti vennero così acquistati dall'esercito Britannico per sostituire i Chieftain.

### M1A2 Abrams
Il sistema Chobham si dimostrò una tale miglioria che venne presto impiegata anche nell'allora recente carro armato da combattimento pesante statunitense M1 Abrams. La fabbricazione della ceramica in grosse "tegole", disposte su di un largo arco metallico-elastico, dà ai lati della torretta dei carri armati Challenger e Abrams quella forma grossolana, ad angoli retti, da alcuni definita "aspetto di masso tagliato".
Le ultime versioni dei carri M1A2 statunitensi hanno ricevuto un ulteriore strato di corazza costituito da uranio impoverito: pur garantendo un'aumentata resistenza, tale materiale causa un enorme aumento del peso complessivo del veicolo (a 65-75 tonnellate) e di conseguenza dei consumi di carburante durante la marcia.

## Forma
A causa delle necessità produttive, le corazze composite non possono essere impiegate in veicoli dalle forme arrotondate (come le torrette del carri armati sovietici) ma impone forme squadrate e spigolose: il profilo "angolato" dell'M1 statunitense e del Challenger 2 britannico sono conseguenti all'adozione delle corazze composite per gli scafi di tali carri. Tutti gli attuali carri occidentali come il Leopard 2 tedesco montano corazze composite. I più leggeri carri armati dei paesi dell'ex-Unione Sovietica presentano soltanto in qualche punto (come sul frontale inclinato), ma nei lati adoperano la corazza reattiva esplosiva. Anche le corazze del carro italiano Ariete sono accreditate per essere costruite in materiale composito.

### Funzionamento del Chobham
Il meccanismo preciso utilizzato dalla corazzatura Chobham nel resistere ai colpi HEAT venne rivelato negli anni ottanta. La fotografia ad alta velocità mostrava come il materiale ceramico si frammenta via via che il colpo HEAT penetra, i frammenti, che acquistano una disordinata energia cinetica (con movimenti rotazionali e di spostamento laterale non utili alla penetrazione del colpo) sconvolgono la geometria del getto di metallo generato dalla carica cava, diminuendo grandemente la penetrazione.
L'efficacia del sistema è stata ampiamente dimostrata nel corso della Desert Storm, dove non si perse neanche un solo carro armato Challenger dell'esercito britannico in seguito al fuoco nemico. Nonostante questo, un Challenger 2 venne distrutto in Iraq il 23 marzo del 2003 da "fuoco amico": persero la vita due carristi dopo che un colpo penetrò all'interno di un oblò della torretta. Attualmente la corazzatura di tipo Chobham si trova nella sua terza generazione e viene utilizzata da alcuni carri armati moderni occidentali, come il Challenger 2 britannico, l'Abrams M1A1 nordamericano e il Leopard 2 (A5/A6) della Bundeswehr tedesca.

## Utilizzo
Il carroarmato francese Leclerc, il carro armato giapponese Type 90, il veicolo "Al-Khalid" del Pakistan e i carri carri da combattimento cinesi Tipo 96/98 e Tipo 99 utilizzano estesamente una corazza modulare in compositi. L'utilizzo di moduli di armatura in compositi facilita l'aggiornamento, la riparazione e il trasporto dell'armatura separata dal resto del veicolo.
Il carroarmato russo T-80 e il carro Al-Khalid del Pakistan usano l'armatura composita in abbinamento con la corazza reattiva superficiale "ERA", rendendo più difficile la penetrazione della corazza alle testate a carica cava dei missili anticarro degli elicotteri e dei razzi RPG.
Peraltro, le corazze reattive forniscono soltanto una protezione marginale contro le munizioni ad energia cinetica APDS "Sabot" sparate dai carri armati, costituiscono un pericolo per la fanteria nelle vicinanze, e possono essere "spellate" (ad es. con raffiche di mitragliatrice pesante da 12,7 come la Browning M2; oppure con colpi di cannone da 40 mm, come il Bofors del M247 DIVAD).

## Diffusione nei blindati leggeri

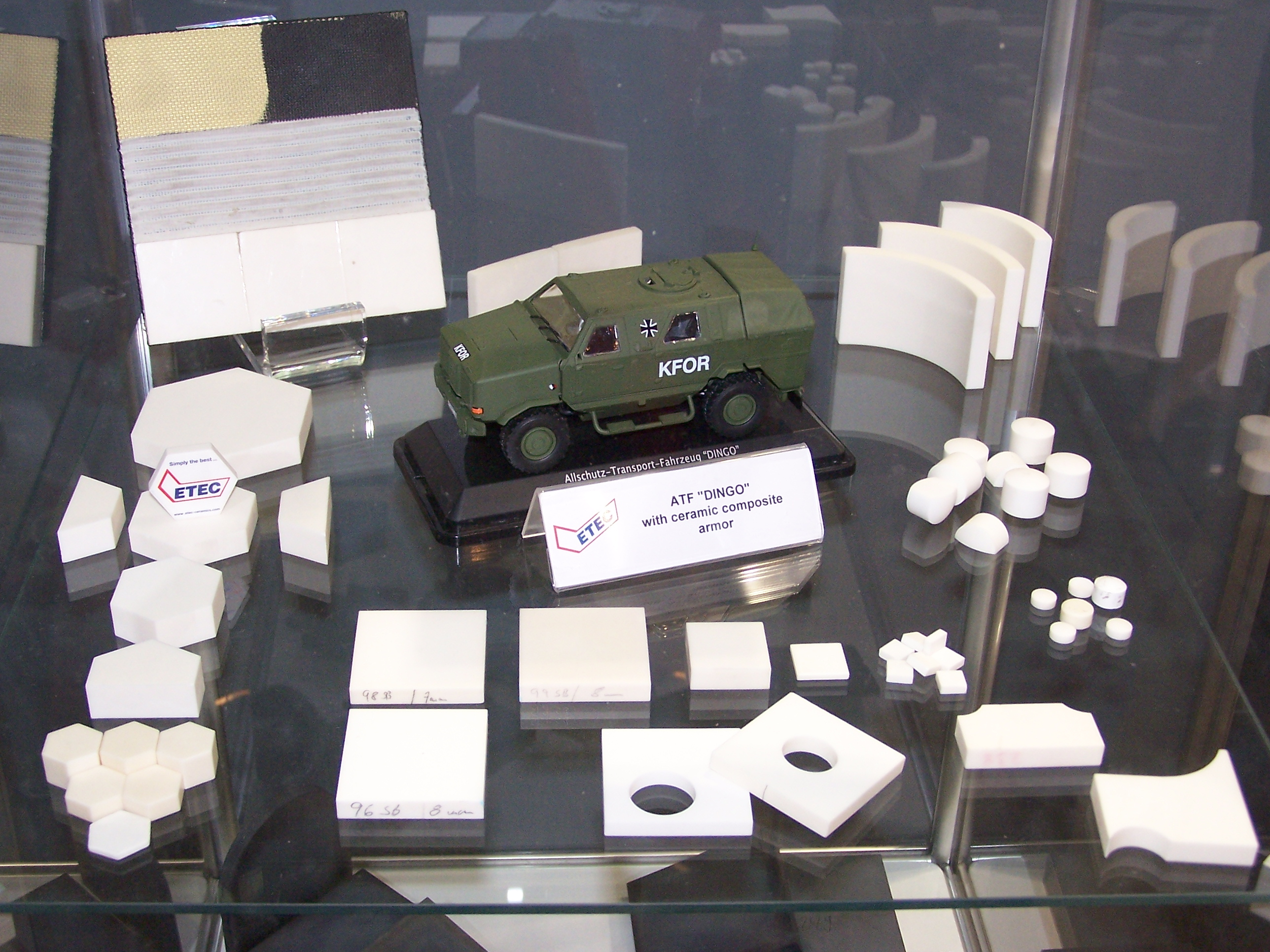
Piaste in ceramica balistica per veicoli "leggeri" (2-6 tonnellate)

In seguito il blindaggio in compositi è stato applicato a veicoli più piccoli e leggeri, a partire dalla scala dei jeep. Molti di questi sistemi sono applicati come aggiornamenti alla corazza esistente, fatto che rende difficile sistemarli attorno a l'intero veicolo e dunque vengono piazzati in punti strategici da proteggere. Nonostante tutto hanno spesso una sorprendente efficacia; le piaste aggiuntive in ceramica balistica al corazzato leggero M113 canadese vennero eseguite negli anni novanta, dopo che venne constatato in varie prove che poteva offrire una migliore protezione rispetto agli APC come il più recente M2 Bradley.

## Costi
Pur garantendo una doppia o tripla resistenza rispetto a corazze di solo acciaio di spessore simile, la corazza composita risulta piuttosto costosa da produrre e fa inevitabilmente lievitare il costo finale del veicolo da combattimento.